# Bidbadah (huyện)
Huyện Bidbadah là một huyện thuộc tỉnh Ma'rib, Yemen. Đến thời điểm năm 2003, huyện này có dân số 18214 người